# Майкл Доббс
Майкл Доббс (англ. Michael Dobbs; нар. 14 листопада 1948) — британський консервативний політик та письменник. Насамперед відомий як автор трилогії «Картковий будинок».

## Біографія
Народився 14 листопада 1948 року у містечку Чезент, графство Гартфордшир, Англія. Син лісівника Ерика Доббса та Айлін Доббс. Навчався в Гертфордській граматичній школі (англ. Hertford Grammar School), Чезентській граматичній школі (англ. Cheshunt Grammar School) та коледжі Крайст Черч.
Отримавши ступінь бакалавра з філософії, політики та економіки, 1971 року переїхав до Сполучених Штатів, де вступив до Юридичної і дипломатичної школи Флетчера (англ. Fletcher School of Law and Diplomacy) при Університеті Тафтса, Медфорд, Массачусетс. 1977 року отримав ступінь магістра з права і дипломатії та Ph.D з ядерних оборонних досліджень. Його докторська дисертація мала назву «Китай та SALT: Полювання на дракона в багатоядерному світі» (англ. China and SALT: Dragon Hunting in a Multinuclear World). 2007 року Доббс виступив з вітальними словами для випускників Флетчерівської школи.
У 1971—1975 роках працював помічником редактора та політичним оглядачем у «Бостон Глоуб», яка й оплатила його навчання у Флетчерівській школі.

## Політика
Здобувши докторський ступінь, 1977 року Доббс повернувся до Англії та почав працювати на Консервативну партію Великої Британії. У 1977—1979 роках займав посаду радника Маргарет Тетчер, яка у той час належала до опозиції. У 1979—1981 роках писав промови для парламентаря від Консервативної партії. У 1981—1987 роках трудився як спеціальний урядовий радник. У 1986—1987 роках займав посаду начальника штабу від Консервативної партії. 1984 року пережив терористичний акт в Брайтоні, коли Ірландська республіканська армія здійснила бомбардування «Гранд Готелю», де проходила конференція Консервативної партії. У 1994—1995 роках був заступником голови Консервативної партії в уряді Джона Мейджора.
18 грудня 2010 року Доббс отримав титул пера, а 20 грудня 2010 року став одним із представників Палати лордів. У серпні 2014 року став одним із 200 суспільних діячів, які підписали відкритий лист до жителів Шотландії із закликом не голосувати за незалежність регіону на майбутньому референдумі у вересні.

## Бізнес
У 1983—1986 роках Доббс працював в рекламному агентстві «Saatchi & Saatchi», де займав посаду заступника голови по рекламі, а у 1987—1988 роках трудився як директор по міжнародних корпоративних комунікаціях. З 1988 по 1991 роки займав посаду заступника голови безпосередньо під керівництвом Моріса Саатчі. У 1991—1998 роках працював колумністом (оглядачем) у газеті «The Mail on Sunday». З 1997 по 2001 роки вів політичну програму «Кур'єрський ящик» (англ. Despatch Box) на телеканалі BBC Two.

## Письменницька діяльність
Дебютував як письменник 1989 року, опублікувавши роман «Картковий будинок», який започаткував однойменну трилогію про політика Френсиса Уркгарта. Друга книга книжкової серії — «Хід королем» — побачила світ 1992 року, а 1994 вийшла заключна частина трилогії — «Остання гра».
1990 року на основі першого роману BBC зняв однойменний міні-серіал — «Картковий будинок». Також існує й американська версія серіалу, яку на основі британської версії створив телеканал «Нетфлікс». Прем'єра телесеріалу відбулася 2013 року.
2002 року вийшов роман письменника «Війна Вінстона», який увійшов до короткого списку премії Політична книга року від телеканалу Channel 4. Ентоні Говард з газети «Таймз» писав: "Доббс слідує поважній традиції. Шекспір, Вальтер Скот та Толстой — усі ці письменники брали за основу своїх творів історичні події. І, як і їхні визначні праці, Доббсовий роман ["Війна Вінстона"] фактично вражає своєю історичною достовірністю".
Дві книги про Гаррі Джонса — «Сентиментальний зрадник» та «Привид у дверях» — ввійшли до короткого списку премії Педді Пауерса в 2013 та 2014 роках відповідно. Романи Доббса публікуються також й в Сполучених Штатах. Інколи Доббса плутають із його далеким родичем, який носив таке ж ім'я та писав твори у жанрі нехудожньої літератури.

## Особисте життя
Одружувався двічі. Від свого першого шлюбу має двох синів, а від другого шлюбу з Рейчел — двох прийомних синів.

## Благодійність
Доббс здійснив збір коштів на лікування свого сусіда, якого паралізувало внаслідок травмування, отриманого під час гри в регбі. 27 березня 2015 року він влашвував благодійну ходу від містечка Вайлі до своєї старої школи Ричарда Гейлі.

## Переклади українською
- Майкл Доббс. Картковий будинок. Переклад з англійської: Борис Превір. — К. : КМ-Букс, 2016. — 384 с. — ISBN 978-617-7409-47-1.
- Майкл Доббс. Хід королем. Переклад з англійської: Ольга Смольницька. — К. : КМ-Букс, 2017. — 352 с. — ISBN 978-617-7489-82-4.
- Майкл Доббс. Остання гра. Переклад з англійської: Борис Превір. — К. : КМ-Букс, 2018. — 480 с. — ISBN 978-617-7535-47-7.